# Гібібайт
Гібіба́йт (походить від складання гіга бінарний байт) — одиниця вимірювання інформації, має скорочення ГіБ.
1 гібібайт = 230 байт = 1 073 741 824 байт = 1 024 мебібайт.

Гібібайт тісно пов'язаний з гігабайтом (ГБ), з деякою пересторогою їх можна назвати синонімами, які використовують залежно від контексту. Але під гігабайтом слід розуміти значення, яке дорівнює 109 байт = 1 000 000 000 байт. Ці два значення досить близькі, але це може призвезти до помилок в обчисленні.